# Martin Holmström
Martin Holmström, född 22 mars 1836 i Katslösa socken i Malmöhus län, död 25 augusti 1906 i Oscars församling i Stockholm, var en svensk bagare och fabrikör. Han tilldelades 1897 Serafimermedaljen av kung Oscar II för sitt arbete i fattigvården.

## Biografi
Holmström flyttade i sin ungdom till Stockholm där han drev bagerirörelse under 1860- och 70-talen. 1872 blev han kyrkovärd i Hedvig Eleonora församling där han även invaldes till kyrkorådet. 1892 blev han direktör i fattigvårdsstyrelsen i Östermalm. Han förblev direktör till 1898 varav han därefter fortsatte som ledamot i styrelsen. Samma år blev han ledamot i Stockholms fattigvårdsnämnds utackorderingsbyrå, varav från år 1900 som ordförande.

## Utmärkelser
- Riddare av Kungl. Vasaorden, 1 december 1887.[5]
- Serafimermedaljen, 20 september 1897.[6]